# Philippe Horvath
Philippe Horvath (* 17. April 1970) ist ein französischer Biologe, der bei der Biotechnologiesparte des Konzerns DuPont beschäftigt ist. Seine Arbeiten legten die Grundlagen für die Entwicklung des CRISPR/Cas-System, einer biochemischen Methode zur gezielten Genmanipulation.

## Leben und Wirken
Nach Schulbesuch in Colmar und Militärdienst in Coëtquidan und dem deutschen Achern begann Horvath an der Universität Straßburg ein Studium in Zell- und Molekularbiologie. Hier erwarb er im Jahr 1996 einen Master und 2000 einen Ph.D. Nach seinem Abschluss ging er in die Abteilung Forschung und Entwicklung der Lebensmittelsparte des Chemieunternehmens Rhodia (ehemals Rhône-Poulenc) in Dangé-Saint-Romain. 2004 wurde die Sparte von Danisco Frankreich übernommen, wo Horvath zum Forschungsleiter (Senior Scientist) aufstieg. 2011 wurde die Abteilung an DuPont verkauft, wo Horvath seit 2014 Associate to the DuPont Fellows Forum ist.
Horvath untersuchte Bakterien mit dem Ziel, die Haltbarkeit von Starterkulturen zur Herstellung von Käse und Eiskrem zu verbessern. Insbesondere der Befall dieser Kulturen mit Viren, den Bakteriophagen, sorgt für gestörte Prozesse in der Lebensmittelindustrie. Horvath erforschte bestimmte Abschnitte im Genom der Bakterien, die clustered regularly interspaced short palindromic repeats (CRISPR), zwischen deren Abschnitten sich Teile der DNA derjenigen Bakteriophagen fanden, die zuvor die Bakterien befallen hatten, wodurch die Bakterien gegen einen neuerlichen Befall durch diese Viren geschützt waren. Horvath und Mitarbeiter manipulierten nun die DNA bestimmter Streptokokken, indem sie Sequenzen viraler DNA in die CRISPR-Abschnitte einfügten, und die Streptokokken so resistent gegen diese Bakteriophagen machten.
Wegen der grundlegenden Bedeutung dieser Arbeiten für die Entwicklung des CRISPR/Cas-System, einer relativ einfach zu steuernden Methode zur Genmanipulation, gehörte Horvath 2015 nach den Analysen von Thomson Reuters Highly Cited Research zu den meistzitierten Wissenschaftlern seines Fachgebiets. Ebenfalls 2015 wurde er für seine Arbeiten – gemeinsam mit Jennifer Doudna und Emmanuelle Charpentier – mit dem Massry-Preis ausgezeichnet. 2016 gehörte Horvath zu den Gewinnern des Warren Alpert Foundation Prize und des Canada Gairdner International Award. Für 2018 wurde ihm der Bower Award and Prize for Achievement in Science des Franklin Institute zugesprochen. 2023 wurde Horvath in die National Inventors Hall of Fame aufgenommen.